# ネーメト・ミクローシュ (陸上選手)
ネーメト・ミクローシュ（ハンガリー語：Németh Miklós [ˈneːmɛt ˌmikloːʃ]、1946年1月23日 - ）は、ハンガリーの陸上競技選手。1976年モントリオールオリンピックの金メダリストである。ブダペスト出身。

## 経歴
ネーメトは、1960年代から1970年代にかけて活躍したやり投の選手である。父親のネーメト・イムレも陸上選手で、1948年ロンドンオリンピックのハンマー投で金メダルを獲得している。
ネーメトが最初にオリンピックに出場したのは1968年メキシコシティーオリンピックである。しかし、この大会では決勝に残ることなく敗れている。4年後の1972年ミュンヘンオリンピックでは決勝に残り、81m98で7位となっている。
1976年モントリオールオリンピックでは、予選で89m28の2位で決勝に進出。翌日の決勝では、1投目に94m58と、西ドイツのクラウス・ヴォルファーマンが持っていた世界記録を50cm上回る世界新記録の投てきでトップに立つと、他の選手はネーメトに近づくこともできず、2位のフィンランドのハンヌ・シートネンに6m66cmの大差を付け3回目のオリンピックではじめての金メダルを獲得。親子二代での金メダリストとなった。
ネーメトは、1980年モスクワオリンピックにも出場を果たしているが、トップから9m近い大差を付けられ8位に終わっている。また、ネーメトは、ヨーロッパ選手権にも3度出場しているが、いずれも表彰台には立っていない。
ネーメトは現役引退後はやりの製作を行っていた。1991年にネーメトが表面加工し作成したやりで世界新記録が続出。ネーメトのやりとしてもてはやされたが、規定違反のやりということで、このやりで出された世界記録を抹消された。

## 自己ベスト
- やり投 - 94m58 (1976年)

## 主な実績
| 年   | 大会                 | 場所                       | 種目   | 結果      | 記録  |
| ---- | -------------------- | -------------------------- | ------ | --------- | ----- |
| 1966 | ヨーロッパ陸上選手権 | ブダペスト(ハンガリー)     | やり投 | 5位       | 79m82 |
| 1968 | オリンピック         | メキシコシティ(メキシコ)   | やり投 | 17位（q） | 75m50 |
| 1970 | ユニバーシアード     | トリノ(イタリア)           | やり投 | 1位       | 81m94 |
| 1972 | オリンピック         | ミュンヘン(西ドイツ)       | やり投 | 7位       | 81m98 |
| 1974 | ヨーロッパ陸上選手権 | ローマ(イタリア)           | やり投 | 7位       | 81m06 |
| 1976 | オリンピック         | モントリオール(カナダ)     | やり投 | 1位       | 94m58 |
| 1977 | IAAFワールドカップ   | デュッセルドルフ(西ドイツ) | やり投 | 3位       | 80m82 |
| 1978 | ヨーロッパ陸上選手権 | プラハ(チェコスロバキア)   | やり投 | 7位       | 83m58 |
| 1980 | オリンピック         | モスクワ(ソビエト連邦)     | やり投 | 8位       | 82m40 |

- qは予選